# Margaret Billingham
Margaret Billingham (Tanga, Tanzània, 20 de setembre de 1930-14 de juliol de 2009), nascuda com Margaret E. Macpherson, va ser una patòloga britànica en el Centre Mèdic de la Universitat Stanford que va aconseguir importants èxits com la classificació del rebuig al trasplantament després d'un trasplantament de cor. També va descriure el rebuig crònic i les tècniques en la biòpsia endomiocardíaca del cor.
Billingham, nascuda a Tanzània i educada en Kenya i posteriorment titulada en la Royal Free Hospital de Londres, va ampliar la patologia de rebuig i finalment es va convertir en directora de patologia cardíaca en el Centre Mèdic de la Universitat Stanford. Segons Robert Robbins, director de l'Institut Cardiovascular de Standford, «les seves contribucions van ser la clau per avançar en l'atenció i la supervivència dels pacients de trasplantament de cor»

## Orígens
Margaret E. Macpherson va néixer a Tanga, Tanzània el 1930 després que el seu pare fora enviat com a diplomàtic britànic a Tanzània. Es va educar en l'escola Loreto a Kenya. Tenia una germana anomenada Shirley Anne. En mudar-se a Anglaterra, va obtenir la seva admissió al Royal Free Hospital de Londres per estudiar Medicina, i es va graduar el 1954.

## Trajectòria
El 1956 Billingham va començar una investigació postdoctoral de 2 anys a Stanford, originàriament en medicina cardiopulmonar, després va canviar a patologia el 1968. Al 1988, va ser professora de patologia a Stanford.
Va treballar estretament amb Philip Cavis en la unitat de trasplantament cardíac de Norman Shumway, on van desenvolupar una tècnica per avaluar i controlar el rebuig agut a òrgans després de la cirurgia de trasplantament de cor. Les biòpsies seriades, preses de cors trasplantats dintre dels destinataris, es van prendre utilitzant un nou desenvolupat bioptoma, biòpsia endomiocardíaca transvenosa percutània. Les mostres histològiques es van examinar als laboratoris de patologia a la recerca de signes prematurs de retop, el que va permetre intervencions prematures de tractament. El moment del seu treball va coincidir amb la commoció de la primera cirurgia de trasplantament de cor, amb Norman Shumway realitzant el primer trasplantament de cor als Estats Units en 1968. Billingham es trobava a Stanford en una època en què la universitat dirigia la recerca de trasplantaments cardíacs en una plataforma internacional i quan llocs com Stanford tenien relativament poques científiques destacades.
El sistema de classificació aviat es va adoptar com el mètode estàndard per examinar el rebuig i d'altres malalties cardíaques. El seu treball la va portar a ésser coneguda com a «fundadora de la patologia del trasplantament cardíac». A més a més, va treballar en la investigació de la toxicitat de la adriamicina, un fàrmac de quimioteràpia.
Al 1972, es va convertir en diplomàtica de la Junta Americana de Patologia.També es va convertir en membre de la Royal College of Pathologists, American College of Cardiology i de l'American College of Pathology.
El 1990, es va convertir en la primera dona en el càrrec de president de la Societat Internacional per al Trasplantament de Cor i Pulmó (ISHLT per les seves sigles en anglès). Addicionalment és autora de més de 500 articles, resums i capítols.

## Últims anys i llegat
El 1994, tres anys després d'ésser nomenada directora de dones en Medicina i Ciències Mèdiques a l'Escola de Medicina de Stanford, es va jubilar. Es va mudar junt amb el seu espòs a Penn Valley al Nord de Califòrnia. Passar temps amb la seva família, descobrir Califòrnia i gaudir de la pesca i la jardineria, es convertirien en els seus últims moments fins a la seva mort a Sierra Nevada Memorial Hospital, Grass Valley, a causa de càncer de ronyó el 2009.
Billingham no només va idear el sistema de puntuació per al rebuig de trasplantament cardíac agut basat en mostres de biòpsia endomiocardíaca a Stanford, sinó que va treballar en la seva acceptació internacional. Aquest «criteri de Billingham» va arribar a ésser àmpliament utilitzat.

## Vida íntima
Va contreure matrimoni amb John Billingham el 1956 mentre tots dos treballaven a Hampstead General Hospital, i poc després van tenir dos fills.

## Distincions
Billingham va rebre nombrosos honors i premis internacionals. Al 1986, va rebre una medalla per histopatologia del trasplantament de cor de la Universitat de Pàdua i la Medalla d'or de la ciutat de París per les seves contribucions al trasplantament de cor.
L'Acadèmia de Patologia dels Estats Units i el Canadà li va atorgar el premi al «patòleg distingit de l'any» el 2001.
Després de la seva mort, la International Society for Heart and Lung Trasplantament li va atorgar el premi a la trajectòria.